# Pastor Castro
Pastor Castro Rojas (1871 - 1945) fue un político chileno que se desempeñó como intendente de la provincia de O'Higgins y como alcalde de la comuna de Pichilemu.

## Carrera política
Nació en Rancagua el 12 de abril de 1871, hijo de Baltazar Castro Godoy y Filomena Rojas Francino. Fue hermano de Rubén Castro Rojas, primer rector de la Pontificia Universidad Católica de Valparaíso. Se casó con Laura Moreno Silva en 1896.
Estudió en el liceo de Rancagua y en el Colegio de los Padres Franceses en Santiago de Chile. Se tituló de abogado en 1893, de la Universidad de Chile.
Fue profesor del liceo de Rancagua, secretario del Juzgado de Letras, juez subrogante, secretario de la intendencia e intendente subrogante de la provincia de O'Higgins en 1906.
Fue nombrado alcalde de la junta de vecinos de Pichilemu por decreto del presidente Carlos Ibáñez del Campo el 12 de julio de 1930.  Durante su período, no hubo vocales en la corporación municipal. Instaló el motor eléctrico, adquirido durante la administración anterior de José Ramón Araneda, que retiró del galpón de la estación de ferrocarriles días antes de que éste fuera derribado por un temporal. Terminó la instalación de la red del alumbrado y arregló la casa donde funcionó la planta eléctrica. Durante su breve gestión alcaldicia, abrió el camino a la estación por calle Arturo Prat, hoy Primer Centenario, donado por Daniel Ortúzar; y se trajeron los planos para tener una casa de Sanidad, cuyo terreno iba a donar Leonarda Acevedo. Por enfermedad, Castro renunció al cargo de alcalde el 27 de noviembre de 1930, día en que se realizaba el censo.
Murió en Rancagua el 3 de octubre de 1945. El alcalde de Pichilemu, Armando Caroca, le rindió homenaje en sesión municipal de 16 de octubre de ese año, señalando que "dejó muestras de su probidad y corrección" en los cargos que ejerció.